# 徹之進
《徹之進》（日语：ワンワンセレプー それゆけ!徹之進）是一部日本電視動畫，在2006年1月7日至同年12月30日在日本的愛知電視台及TXN、每逢日本標準時間星期六的上午8:00到8:30播映。2007年8月15日至10月24日，香港時間逢星期一至五晚上7:00至7:30在香港的有線電視兒童台播映。

## 故事概要
剛由日本九州搬進東京高級住宅區「八本木山」（虛構地方，實際地名為六本木山）的犬山家，在搬家後隨即出現財政困難，這情況亦蔓延到犬山家所經營的企業。由犬山家獨生女犬山留美所飼養的狗－徹之進，為了主人留美和犬山家的生計而出一分力，並得到秘密組織「犬樂園」的朋友幫助。但另一方面，居於白金區的里奧及其手下用盡千方百計對付他們，除了令徹之進失去身邊的犬樂園朋友外，亦令犬樂園險遭崩潰……

## 登場角色

### 犬樂園相關
徹之進　配音：高木禮子（日本）；鄧潔麗（亞視版本）、吳梅（有線版本）（香港）；李明幸（台灣）
本故事主角，是一隻7個月大、由犬山留美所飼養的玩具貴婦狗，於九州出生。非常喜歡巧克力（但兩人最後有悲慘性結局）。他的名字源自留美在家鄉的朋友—「徹」和「進）」。他幫助犬山家拯救財政，但有時不成功。他擁有名犬血統，身價值100萬日元。經常自誇自己有約5米長、而且寫得很密的血統證明書，但該書於第25集因被小點洗掉而不能使用。他在102個兄弟中排行第81（由於母親千代的誤會，實際上他排行第91）。里奧自稱徹之進是他的兒子，但被千代識破（雖然里奧曾為千代丈夫，但千代其後另覓丈夫並再婚，實際上徹之進和里奧並沒有血緣關係，只是里奧的誤解）。在西圖的指導下，只經過短時間訓練就能掌握犬魔法。
貴族騎士　
配音：高木禮子（日本）；郭俊廷（亞視版本）、伍博民（有線版本）（香港）
西圖利用犬魔法將徹之進變身的人類。時間限制為3分鐘（即使時限已過變回原形，亦可以即時再變身）。其形象是模彷中東王族服裝。他的真正身份在41集被留美知道。犬魔法修行後，徹之進可以將自己變身，時限亦可超過3分鐘。其登場台詞為「我就是愛與正義與賺錢的使者，貴族騎士出場」，台灣翻譯為高貴騎士。
西圖　配音：長島雄一（日本）；盧傑群（有線版本）（香港）
年齡不詳的年老迷你雪納瑞。埃及出身。在一個代代都懂得使用「犬魔法」的怪術出生。數十年前，在西藏修行時，遇到「犬魔法」的正統繼承者，並被他選中為後繼者。西圖利用這種「犬魔法」來造了異空間「犬樂園」，並以此來救濟野良犬。
小點　配音：大畑伸太郎（日本）；伍博民（有線版本）（香港）
徹之進的朋友。
博士　配音：下和田裕貴（日本）；利耀堂（有線版本）（香港）
半藏　配音：間島淳司（日本）
曾在伊賀忍者村修行，之後給人類飼養後拋棄，最後給西圖帶入犬樂園。
美琪　配音：齋藤千和（日本）
維多利亞　配音：寺田はるひ（日本）；張雪儀（有線版本）（香港）
西圖的秘書
快線　配音：鈴木達央（日本）；利耀堂（有線版本）（香港）
犬樂園跑的最快的犬。
伊凡　配音：石上裕一（日本）；郭俊廷（香港）
大掌　配音：小伏伸之（日本）
10歳的獅子狗。
巧克力　配音：廣田詩夢（日本）
由雪飼養的1歲半芝娃娃，徹之進的女朋友，亦是里奧所派遣的間諜「十二」。於留美搬家後認識徹之進，由徹之進帶領下進入犬樂園。
她出身於一個非常嚴謹的馬戲團，她和其他隊友經常被馬戲團職員虐待。有一天，她們在表演期間失準而受懲罰，巧克力為一位隊友而以身遮擋馬戲團職員的鞭打，因而受重傷。其後里奧拯救她們，而巧克力則投靠於他。
投靠後，最初被受里奧的好款待。但其後里奧指使她做事，並給她戴上頸圈，違抗的話就會受頸圈的電擊。最後擋住里奧對徹之進的攻擊，被該攻擊擊斃。其後於51集以靈魂出現，並令徹之進戰勝里奧。
十二 （配音員：高木礼子）
巧克力在執行間諜活動期間的化名。在執行期間經常蒙面，其真面目於里奧奪取西圖的犬魔法秘笈後出現。其名稱源自巧克力的住所地址「麻布十二號」。
陳生 （配音員：長嶝高士）
雄獅狗廚師，擁有中國菜修行經驗。在犬樂團一間經營中國菜館。
ミカ （配音員：愛河里花子）
擅長於商業買賣的三河犬，犬樂園會計，亦是犬樂園最有名人物。經常於犬樂園名古屋分區工作。她獨自開發的會計軟件「犬太郎」在人類世界取得成功，而且有龐大的收入。

### 人類
犬山 留美（犬山 ルミ（いぬやま ルミ））
配音：真堂圭（日本）；魏惠娥（亞視版本）、周文瑛（有線版本）（香港）
徹之進主人，小學5年級生。是個純真的少女，而且很認真。喜歡Suther Rand樂隊（サザーランド）。她知道貴族騎士的真面目是自己所飼養的徹之進，曾進入犬樂園。進入犬樂園期間，西圖利用犬魔法將留美變身為長毛西施犬。
犬山 正男（犬山 マサオ（いぬやま マサオ））
配音：川原慶久（日本）
留美的父親、IT企業公司「陽光孩子」（Sunchild）社長。「陽光孩子」名稱源自其妻犬山陽子（陽(陽光)=sun、子(孩子)=child）。性格坦率，對其股份相當怠慢；在禮節上具有保守性格。由於只顧生意，所以睡眠時間很少。
犬山 陽子 （犬山 陽子（いぬやま ようこ））
配音：小林美佐（日本）；張雪儀（有線版本）（香港）
留美的母親、祖先是地方藩屬的公主。偶爾說很出色的話，但不理後果就豪花金錢，是導致犬山家出現財政困難的主要元兇。
犬山 虎之助 （犬山 虎之助（いぬやま とらのすけ））
配音：石森達幸（日本）；盧傑群（有線版本）（香港）
陽子的父親。マサオ是他的女婿。喜歡玩耍和出外旅遊。
犬山 薫子 （犬山 薫子）
配音：寺田はるひ（日本）；吳梅（有線版本）（香港）
陽子的母親。性格倔強，亦很喜歡花錢。第51集本來提議搬回九州，後來全家搬到旁邊的住宅。
木村 卓造 （木村 卓造）
配音：麻生智久（日本）
犬山家管家。犬山家家人稱其為「爺爺」或「木村先生」。
花咲 ハナ（はなさき ハナ） （配音員：大浦冬華）
犬山家傭人。犬山家家人稱其為「阿花」。經常越幫越忙，失足跌倒。曾於秋葉原一間餐廳工作。
鷺山 彩（鷺山 彩、，配音員：阿部加奈江）
女演員、犬山家鄰居、小點的主人。
八木野 雪（やぎの ユキ） （配音員：谷井あすか）
留美同班同學、巧克力的主人。
黑金 太藏（黒金 太蔵）
配音：松岡大介（日本）；盧傑群（有線版本）（香港）
「陽光孩子」的競爭對手－「黑市」社長。非常羨慕鬼塚，並稱呼他為「先生」。
黑金 志摩（黒金 志摩）
配音：森夏姫（日本）；張雪儀（有線版本）（香港）
太蔵的妻子、社長夫人。
黑金 麗華（黒金 麗華、，配音員：倖月美和）
太藏和志摩的獨生女，留美同班同學。經常自誇，稱留美為「鄉下妹」。但對知名人物就一見鍾情。
鬼塚 道真（おにづか どうしん）　配音：河本邦弘（日本）； 郭俊廷（香港）
里奧的主人，被喻為「政財界黑暗人物」。曾多次貪污，但從未被逮捕。後被里奧操控。
ゲイリー 鎌田 （ゲイリー 鎌田）
配音：太田哲治（日本）；利耀堂（有線版本）（香港）
自誇有領袖氣概又能幹的動物剪髮師。原名為鎌田 富三郎（かまた とみさぶろう），出身於宮崎縣。在徹之進教導後，他每見徹之進就一見鍾情，但徹之進則嫌他麻煩。母親聖子（配音員：勝生真沙子）的髮型和他的一模一樣。而父親在他兒時失蹤，原因不明。
ブリマロ（配音員：小伏伸之）
被陽子稱為「有名氣的社長」。以作為台詞。口頭禪為。貌似堀江貴文、真正的堀江被逮捕前後他曾數次出現於此節目。
壽司源／源先生（源さん、，配音員：麦人）
八本木山一間壽司店「壽司源」經營者。實際上他是「聯合企業」社長。他曾在「陽光孩子」倒閉之際作出支援，將「陽光孩子」的股份從黑金購回，拯救了「陽光孩子」。
ヨル・ゲイツ （配音員：遊佐浩二、女裝時：磯邊萬沙子）
美國世界第一大企業－的社長。平時他男扮女裝，成為秘書，但真面目就教人摸不著頭腦，但貌似比爾蓋茨。在「陽光孩子」和黑市爭奪軟件代理權期間，犬山家待人很好，而且表現其真心，所以「陽光孩子」奪得軟件代理權。他喜歡日本，而且與經常與壽司源來往。其公司他曾在「陽光孩子」倒閉之際，聯同「聯合企業」將「陽光孩子」的股份從黑金購回。
ラシッド （配音員：太田哲治）
印度國王的長子。聖女校旁邊的男校、來自印度的留學生，在第14集他是18歲。經常用象作為交通工具。對化身成人類的維多利亞一見鍾情，但始終人是人、狗是狗，最後以失敗告終。
サジット （配音員：大浦冬華）
ラシッド的弟弟，留學生，同樣用象作為交通工具。偶爾說出奇怪的日語，而且毫無表情。
シルコ・ニルカップ （配音員：大畑伸太郎）
屢戰屢勝的格鬥家，但有連續3小時笑不停口的弱點。
イリコ （配音員：小伏伸之）
聖女校旁邊的男校學生。シルコ的弟弟。
美香（配音員：二宮圭美）
恭子（きょうこ） （恭子、，配音員：山崎みちる）
總是與麗華共同行動的人，留美同班同學。
社長秘書 （社長秘書、，配音員：中司優花→谷井あすか）
「陽光孩子」的秘書。
冰室 卓夫 （氷室 卓夫、，配音員：鳥海浩輔）
電視演員。人稱。經常有怪癖。口頭禪為及。貌似冰室京介及木村拓哉。於第5集登場。
スティーブン・白沢（スティーブン・しろさわ） （配音員：石住昭彦）
電影監製。為拍攝好的電影和賺大錢，不顧危險而工作。貌似史提芬·史匹堡與黑澤明。於第5集登場。
聖校長（聖校長、，配音員：沢田敏子）
留美現時就讀、創校已200年及校規嚴格的女子學校「聖女校」的校長。40年前的學生時代，有一次她被狗襲擊，大德イサム幫助他脫險，從此就喜歡他，並於每年情人節送禮物給她。但她每次因被狗搔擾而失敗，從此就憎恨狗。但40年後，因得到徹之進幫助而成功送到禮物。於第6集登場。
大徳 イサム（だいとく イサム） （配音員：村松康雄）
聖女校旁邊的男校校長，他曾於40年前認識聖校長，但到40後的今天才向聖校長表白。於第6集登場。
スズキ （配音員：中多和宏）
八本木山的警衛。全部隊員名稱都是「スズキ」、儀表一樣、言行舉止都一致。愛哭。第8、37集登場。
森村 義彦 （森村 義彦、，配音員：増谷康紀）
鷺山彩丈夫。鷺山在結婚前每天送贈他一束花，購買了小點後結婚。因為他經常出外工作，令鷺山大感寂寞，所以她決定離婚，並攜小點離開日本，但徹之進勸喻森村阻止她離開，並保證他不再令鷺山寂寞，最後令鷺山收回決定。第9集以後，於多集登場。
社長（配音員：佐佐木大輔）
鷺山彩所屬的「藝能事務所」社長。於第9集登場。
お滝（おたき） （配音員：宮寺智子）
犬山家首席傭人。於第10、30集登場。
秋庭 圭（秋庭 圭、，配音員：岡野浩介）
お滝之子。在秋葉原內舉行花式溜冰作家活動。於第10集登場。
櫻花少年 （桜の青年、，配音員：川田紳司）
八本木山一個經常在山崗一棵櫻花樹附近出現的少年，實際上他是那棵櫻花樹木身。他告訴留美各樣關於櫻花的事。雖然那棵樹逐漸枯萎，櫻花已凋謝，但留美堅持表示那棵仍然櫻花樹，最後櫻花樹上一朵櫻花開了，終感動了留美一家。於第12集登場。
土方コーチ（ひじかたコーチ） （配音員：檜山修之）
聖女校網球部顧問。雖然經常給予會員激烈訓練、但是個熱心的教師，貌似網球甜心的宗方仁。於第13集登場。
ナイジェラ （配音員：麻生智久）
ラシッド及サジット的父親。風趣幽默且愛裝模作樣的印度國王。於第14集登場。
Z團
世界一流的盗掘隊、發掘美神湖內武田信玄的寶箱。隊中有團長（配音員：伊丸岡篤）、ブレイン（配音員：小伏伸之）、キャンディ（配音員：渡邊明乃）、スワン（配音員：河本邦弘）。於第22集登場。
幸松 ハツコ（こうまつ はつこ） （配音員：高木礼子）
繪本作家，曾為留美畫漫畫。於第23集登場。
阿徹（配音員：齋賀光希）
留美在家鄉九州的朋友，金色頭髮。於第30集登場。
阿進（配音員：甲斐田幸）
留美在家鄉九州的朋友。
ひろ子 （配音員：谷井あすか）
鎌田的未婚妻，鎌田母親聖子想撮合鎌田和ひろ子結婚，後來計劃失敗。於第31集登場。
リナ （配音員：矢島晶子）
留美在八本木山的朋友，杜比原本的主人。她一家最後搬到德國。於第32集登場。

## 集數
| 集數 | 播放日期   | 標題 | 中文譯名                     |
| ---- | ---------- | ---- | ---------------------------- |
| 1    | 2006/01/07 |      | 徹之進入住八本木山           |
| 2    | 2006/01/14 |      | 徹之進變身                   |
| 3    | 2006/01/21 |      | 徹之進參加比賽               |
| 4    | 2006/01/28 |      | 徹之進潛入海底               |
| 5    | 2006/02/04 |      | 徹之進做演員                 |
| 6    | 2006/02/11 |      | 徹之進製作巧克力             |
| 7    | 2006/02/18 |      | 徹之進做速遞員               |
| 8    | 2006/02/25 |      | 徹之進成為忍者               |
| 9    | 2006/03/04 |      | 徹之進幫助小點               |
| 10   | 2006/03/11 |      | 徹之進去秋葉原               |
| 11   | 2006/03/18 |      | 徹之進招待客人               |
| 12   | 2006/03/25 |      | 徹之進賞櫻花                 |
| 13   | 2006/04/01 |      | 徹之進成為惡魔教練           |
| 14   | 2006/04/08 |      | 徹之進彌補愛情               |
| 15   | 2006/04/15 |      | 徹之進前往白金區             |
| 16   | 2006/04/22 |      | 徹之進參加格鬥比賽           |
| 17   | 2006/04/29 |      | 徹之進做私家偵探             |
| 18   | 2006/05/06 |      | 徹之進探望母親               |
| 19   | 2006/05/13 |      | 徹之進去減肥                 |
| 20   | 2006/05/20 |      | 徹之進擔任製作人             |
| 21   | 2006/05/20 |      | 徹之進達成目標               |
| 22   | 2006/05/27 |      | 徹之進尋找寶物               |
| 23   | 2006/06/03 |      | 徹之進為爸爸加油             |
| 24   | 2006/06/10 |      | 徹之進成為首領               |
| 25   | 2006/06/17 |      | 徹之進與小點吵架             |
| 26   | 2006/06/24 |      | 徹之進捕捉偷狗賊             |
| 27   | 2006/07/01 |      | 徹之進再次前往白金區         |
| 28   | 2006/07/08 |      | 徹之進遇見鬼怪               |
| 29   | 2006/07/15 |      | 徹之進持有卡片               |
| 30   | 2006/07/22 |      | 徹之進回到家鄉               |
| 31   | 2006/07/29 |      | 徹之進破壞結婚慶典           |
| 32   | 2006/08/05 |      | 徹之進與機械狗做朋友         |
| 33   | 2006/08/12 |      | 徹之進幫人做功課             |
| 34   | 2006/08/19 |      | 徹之進去網路世界             |
| 35   | 2006/08/26 |      | 徹之進在運動會充滿幹勁       |
| 36   | 2006/09/02 |      | 徹之進背叛犬樂園             |
| 37   | 2006/09/09 |      | 徹之進被尼奧拷問             |
| 38   | 2006/09/16 |      | 徹之進被趕出山丘             |
| 39   | 2006/09/23 |      | 徹之進得到朋友相助           |
| 40   | 2006/09/30 |      | 徹之進了解犬猿之爭的意義     |
| 41   | 2006/10/07 |      | 徹之進被留美知道他的秘密     |
| 42   | 2006/10/14 |      | 徹之進與留美前往犬樂園       |
| 43   | 2006/10/21 |      | 徹之進維護被懷疑的小點       |
| 44   | 2006/11/04 |      | 徹之進找到犬魔法秘笈         |
| 45   | 2006/11/11 |      | 徹之進為戰爭做特訓           |
| 46   | 2006/11/18 |      | 徹之進要和留美分開           |
| 47   | 2006/11/25 |      | 徹之進知道巧克力的秘密       |
| 48   | 2006/12/02 |      | 徹之進為永遠的愛而哭泣       |
| 49   | 2006/12/09 |      | 徹之進在宇宙中失去重要的朋友 |
| 50   | 2006/12/16 |      | 徹之進繼承犬魔法             |
| 51   | 2006/12/23 |      | 徹之進離開八本木山           |

## 主題曲
片頭曲
『and yet』（第1集～第16集）
主唱：サザーランド、作詞・作曲：Yuya Abe、編曲：Yoshiyuki Sahashi & SutherRand
唱片公司：Epic Records Japan
『空の向こうの向こう』（第17集～第51集）
主唱・作詞：川本成、作曲：UZA、編曲：大野宏明
唱片公司：インデックス ミュージック
片尾曲
『Life Gauge』（第1集～第16集）
主唱：mihimaru GT、作詞：hiroko and mitsuyuki miyake、作曲：mitsuyuki miyake
唱片公司：jab jab records / UNIVERSAL MUSIC JAPAN
『WISH』（第17集～第51集）
主唱・作詞：井之上奈奈、作曲：UZA、編曲：大野宏明
唱片公司：インデックス ミュージック

## 外部連結
- 徹之進動畫官方網站 （页面存档备份，存于）（愛知電視台）（日語）
- 徹之進官方網站 （页面存档备份，存于）（東京電視台）（日語）